# Оматако
Оматако — город и избирательный округ в регионе Очосондьюпа в Намибии с населением 11 998 человек (по данным переписи 2004 года). Оматако находится в 200 километрах на север от Виндхука.
Оматако на языке очигереро означает «женская грудь». Скорее всего, так это место было названо из-за гор Оматако, находящихся недалеко от округа (см. раздел «Галерея»). Между двумя горами протекает озеро Оматако.

## Политика

### Выборы в рамках округа Оматако
По результатам выборов в рамках избирательного округа Оматако в 2010 году, были приведены следующие результаты:
| Партия                                           | Кол-во голосов | Кол-во голосов (%) |
| ------------------------------------------------ | -------------- | ------------------ |
| СВАПО                                            | 0892           | 43,68 %            |
| Национальная общественная демократическая партия | 0491           | 40,55 %            |
| Партия Демократии и Прогресса                    | 0217           | 09,87 %            |
| Демократический Альянс Намибии                   | 0108           | 04,91 %            |
| недействительно                                  | 022            | 01,00 %            |
| В целом                                          | 2200           | 100 %              |

Начальником округа, по итогам выборов, был назначен представитель партии СВАПО Иссахар Кауйэуа.

## Галерея
- Горы Оматако на картине Гельмута Левина